# Liste der Bodendenkmale in Arzberg (Sachsen)
In der Liste der Bodendenkmale in Arzberg sind die Bodendenkmale der Gemeinde Arzberg und ihrer Ortsteile nach dem Stand der Auflistung von Klaus Kroitzsch und Harald Quietzsch aus dem Jahr 1984 aufgelistet. Eventuelle Änderungen und Ergänzungen, insbesondere aus der Zeit nach der Wende, sind nicht berücksichtigt, da für Sachsen aktuell keine neueren allgemein zugänglichen Bodendenkmallisten vorliegen. Die Baudenkmale sind in der Liste der Kulturdenkmale in Arzberg (Sachsen) aufgeführt.
| Denkmal-ID | Fundart          | Ortsteil    | Bezeichnung | Zeitstellung    | Lage | Bemerkungen               | Bild |
| ---------- | ---------------- | ----------- | ----------- | --------------- | --- | ------------------------- | ---- |
| ?          | besonderer Stein | Triestewitz | Steinkreuz  | Spätmittelalter | nordwestliche Ortslage, Einmündung der Dorfstraße in die Straße von Arzberg nach Beilrode, hinter einem Gartenzaun | Schutz seit 25. März 1963 |      |